# Ken MacLeod
Ken MacLeod (n. 2 august 1954) este un scriitor soțian de science fiction.
MacLeod s-a născut în Stornoway. A absolvit cursurile universității din Glasgow cu specializare în zoologie și a lucrat ca programator IT. Teza lui de masterat tratează biomecanica.
Romanele sale analizează deseori ideile politice socialiste, comuniste și anarhice (MacLeod însuși a fost un activist de stânga în anii '70 și începutul anilor '80), precum și filozofia capitalismului anarhic sau a libertarianismului economic extrem. Temele tehnice se referă la teoria singularității, a evoluției culturale divergente și a trans- și post-humanismului (civilizația fără sau după oameni). MacLeod poate fi descris drept un socialist tehno-utopic deși, spre deosebire de majoritatea scriitorilor de tehno-utopii, el și-a exprimat un mare scepticism  asupra posibilității și mai ales necesității unei inteligențe artificiale puternice.
Este cunoscut pentru umorul lui voalat și cu trimiteri culturale. De exemplu, capitolele intitulate "Trusted Third Parties" sau "Revolutionary Platform" au de obicei mai multe sensuri. Un sindicat al programatorilor din viitor poartă numele de "Information Workers of the World Wide Web", sau Webblies, cu referință la Industrial Workers of the World, supranumiți Wobblies. Conceptul de Webblies constituie partea centrală a romanului For the Win de Cory Doctorow, iar MacLeod este recunoscut drept inventator al termenului. De asemenea, există multe trimiteri umoristice din domeniul zoologiei și paleontologiei. De exemplu, în romanul The Stone Canal, atât titlul cărții cât și multe locații descrise poartă nume de părți anatomice ale nevertebratelor marine.
Face parte din generația de scriitori britanici de science fiction specializați în hard science fiction și space opera. Printre contemporanii lui se numără Stephen Baxter, Iain M. Banks, Alastair Reynolds, Adam Roberts, Charles Stross, Richard Morgan și Liz Williams.
Science Fiction Foundation a publicat o analiză a lucrărilor lui MacLeod: The True Knowledge Of Ken MacLeod Arhivat în 8 octombrie 2018, la Wayback Machine. (2003) editori Andrew M. Butler și Farah Mendlesohn.
Macleod este căsătorit și are doi copii.  Trăiește în South Queensferry lângă Edinburgh.
În românește, în 2006, a apărut romanul Newton's Wake la editura Tritonic, cu titlul adaptat Vânătorii de fulgere, în traducerea lui Mihai Samoilă.

### Seria Fall Revolution
1. The Star Fraction (1995)
2. The Stone Canal (1996)
3. The Cassini Division (1998)
4. The Sky Road (1999) reprezintă o continuare alternativă a celui de-al doilea roman; evenimentele sunt cu totul altele datorită unei opțiuni diferite a unuai dintre personaje la mijlocul romanului The Stone Canal[7]

Această serie este disponibilă și în varianta cu două volume:
1. Fractions: The First Half of the Fall Revolution (2009)
2. Divisions: The Second Half of the Fall Revolution (2009)

### Trilogia "Engines of Light"
Seria începe cu o poveste despre primul contact cu extratereștrii petrecută în secolul 21 în care o Uniune Sovietică renăscută (ce cuprinde și Uniunea Europeană) se află din nou în opoziție cu Statele Unite capitaliste, apoi mută centrul de atenție în celălalt capăt al galaxiei  unde coloniști veniți de pe Pământ încearcă să stabilească relații comerciale și diplomatice cu un imperiu interstelar ce cuprinde mai multe specii cu capacitatea de a călători cu viteza luminii.
1. Cosmonaut Keep (2000)
2. Dark Light (2001)
3. Engine City (2002)

### Alte romane
- Newton's Wake: A Space Opera (2004)
- Learning the World]]: A Novel of First Contact (2005)
- The Highway Men (2006)
- The Execution Channel (2007)
- The Night Sessions (2008)
- The Restoration Game (2010)

În The Restoration Game o anomalie misterioasă duce la revelația că personajele trăiesc într-o lume simulată, care, la rândul ei, este încorporată într-o altă lume simulată. Povestea romanului este stabilită în anul 2008.  Eroul principal și naratorul romanului, Lucy Stone, programator de calculator, a crescut în republica fictivă caucaziană Krassnia, iar în 2008 lucrează pentru o companie de jocuri video din Edinburgh. După ce mama lui Stone, care a lucrat odată pentru CIA, îi încredințează companiei să creeze un MMORPG bazat pe mitologia Krassiană, Stone se încurcă în politica regiunii și în istoria propriei sale familii. Opiniile privind romanul au fost în general pozitive.

### Povestiri
- The Web: Cydonia (1998) în Giant Lizards from Another Star.
- The Human Front (2002) în Giant Lizards from Another Star
- Who's Afraid of Wolf 359? (2007) în The New Space Opera
- "Ms Found on a Hard Drive" (2007) în Glorifying Terrorism

### Antologii
- Poems & Polemics (2001) non-fiction și poezie.
- Giant Lizards from Another Star (2006) fiction și non-fiction.

## Premii
- 1996 - Premiul Prometheus - The Star Fraction
- 1998 - Premiul Prometheus - The Stone Canal
- 1999 – Premiul Asociației Britanice de Science Fiction - The Sky Road [16]
- 2000 – Premiul Societății Europene de Science Fiction (European Science Fiction Society) pentru cel mai bun autor[17]
- 2006 - Premiul Prometheus -  Learning the World: A Novel of First Contact
- 2008 – Premiul Asociației Britanice de Science Fiction - The Night Sessions[18]
- Nominalizări
  - 1996 - Premiul Asociației Britanice de Science Fiction - The Stone Canal[19]
  - 1996 - Premiul Arthur C. Clarke - The Star Fraction[19]
  - 1998 - Premiul Asociației Britanice de Science Fiction - The Cassini Division[20]
  - 1999 – Premiul Arthur C. Clarke, Premiul Nebula - The Cassini Division[16]
  - 2001 – Premiul Arthur C. Clarke - Cosmonaut Keep[21]
  - 2001 – Premiul Hugo -  The Sky Road [21]
  - 2002 – Premiul Hugo - Cosmonaut Keep[22]
  - 2002 - Premiul Sidewise Award for Alternate History - The Human Front
  - 2002 - Premiul John W. Campbell - Dark Light[22]
  - 2004 - Premiul Asociației Britanice de Science Fiction - Newton's Wake: A Space Opera[23]
  - 2005 - Premiul Asociației Britanice de Science Fiction - Learning the World: A Novel of First Contact[24]
  - 2005 - Premiul John W. Campbell - Newton's Wake: A Space Opera[24]
  - 2006 – Premiul Hugo, Premiul Locus, Premiul John W. Campbell, Premiul Arthur C. Clarke - Learning the World: A Novel of First Contact[25]
  - 2007 - Premiul Hugo - Who's Afraid of Wolf 359?
  - 2007 - Premiul Asociației Britanice de Science Fiction - The Execution Channel[26]
  - 2007 - Premiul John W. Campbell - The Execution Channel[18]

### Interviuri
- Interviu cu Ken Macleod la SFFWorld.com
- Interviu SF Zone Arhivat în 24 octombrie 2005, la Wayback Machine.
- Interviu la SciFiDimensions Podcast Arhivat în 6 februarie 2009, la Wayback Machine.
- Science Saturday: Galactic Princesses Edition Bloggingheads dialog cu Annalee Newitz